# Weltervikt i boxning vid olympiska sommarspelen 1984
Resultat från boxning vid olympiska sommarspelen 1984 och herrarnas weltervikt. De 34 boxarna vägde över 67 kg. Tävlingarna arrangerades i Los Angeles.

## Medaljörer
| Klass      | Guld               | Silver                 | Brons                   |
| Weltervikt | Mark Breland · USA | An Young-Su · Sydkorea | Luciano Bruno · Italien |
| Weltervikt | Mark Breland · USA | An Young-Su · Sydkorea | Joni Nyman · Finland    |

## Resultat

### Första rundan
| Vinnare              | Resultat      | Förlorare               |
| Första rundan        | Första rundan | Första rundan           |
| -------------------- | ------------- | ----------------------- |
| Genaro Léon (MEX)    | 5-0           | Daniel Dominguez (ARG)  |
| Mark Breland (USA)   | 5-0           | Wayne Gordon (CAN)      |
| An Young-Su (KOR)    | 5-0           | Abock Shoah (SUD)       |
| Rudel Obreja (ROU)   | KO-1          | Antoine Loungoude (CAF) |
| Michael Hughes (GBR) | 5-0           | Paul Rasamimanana (MAD) |

### Andra rundan
| Vinnare                 | Resultat     | Förlorare                 |
| Andra rundan            | Andra rundan | Andra rundan              |
| ----------------------- | ------------ | ------------------------- |
| Joni Nyman (FIN)        | 5-0          | Georges Ngangue (CMR)     |
| Kieran Joyce (IRL)      | RSC-2        | Basil Boniface (SEY)      |
| Kitenge Kitangawa (ZAI) | RSC-1        | Lefa Tsapi (LES)          |
| Dwight Frazier (JAM)    | 5-0          | Francisco Lisboa (INA)    |
| Bernard Wilson (GRN)    | RSC-3        | Roland Omoruyi (NGR)      |
| Vesa Koskela (SWE)      | 4-1          | Abrar Husain Syed (PAK)   |
| Vedat Önsöy (TUR)       | 5-0          | Saikoloni Hala (TGA)      |
| Kamel Abboud (ALG)      | 5-0          | Henry Kalunga (ZAM)       |
| Alexander Künzler (FRG) | 5-0          | Mohamed Ali Aldahan (SYR) |
| Peter Okumu (NGR)       | 3-2          | Neya Mkadala (TAN)        |
| Luciano Bruno (ITA)     | 5-0          | Georges Bosco (BEN)       |
| Khemais Refai (TUN)     | RSC-1        | Konrad König (AUT)        |
| Genaro Léon (MEX)       | 5-0          | Akinobu Hiranaka (JPN)    |
| Mark Breland (USA)      | RSC-3        | Carlos Reyes (PUR)        |
| Rudel Obreja (ROU)      | 5-0          | Michael Hughes (GBR)      |

### Tredje rundan
| Vinnare                | Resultat      | Förlorare               |
| Tredje rundan          | Tredje rundan | Tredje rundan           |
| ---------------------- | ------------- | ----------------------- |
| Joni Nyman (FIN)       | 4-1           | Kieran Joyce (IRL)      |
| Dwight Frazier (JAM)   | 3-2           | Kitenge Kitangawa (ZAI) |
| Vesa Koskela (SWE)     | KO-3          | Bernard Wilson (GRN)    |
| An Young-Su (KOR)      | 5-0           | Vedat Önsöy (TUR)       |
| Alexander Küzler (FRG) | 4-1           | Kamel Abboud (ALG)      |
| Luciano Bruno (ITA)    | 4-1           | Peter Okumu (NGR)       |
| Genaro Léon (MEX)      | 3-2           | Khemais Refai (TUN)     |
| Mark Breland (USA)     | 5-0           | Rudel Obreja (ROU)      |

### Kvartsfinaler
| Vinnare             | Resultat      | Förlorare               |
| Kvartsfinaler       | Kvartsfinaler | Kvartsfinaler           |
| ------------------- | ------------- | ----------------------- |
| Joni Nyman (FIN)    | 5-0           | Dwight Frazier (JAM)    |
| An Young-Su (KOR)   | 5-0           | Vesa Koskela (SWE)      |
| Luciano Bruno (ITA) | 5-0           | Alexander Künzler (FRG) |
| Mark Breland (USA)  | KO-1          | Genaro Léon (MEX)       |

### Semifinaler
| Vinnare            | Resultat    | Förlorare           |
| Semifinaler        | Semifinaler | Semifinaler         |
| ------------------ | ----------- | ------------------- |
| An Young-Su (KOR)  | 3-2         | Joni Nyman (FIN)    |
| Mark Breland (USA) | 5-0         | Luciano Bruno (ITA) |

### Final
| Vinnare            | Resultat | Förlorare         |
| Final              | Final    | Final             |
| ------------------ | -------- | ----------------- |
| Mark Breland (USA) | 5-0      | An Young-Su (KOR) |